# Палудеа (Порденоне)
Палудеа је насеље у Италији у округу Порденоне, региону Фурланија-Јулијска крајина.
Према процени из 2011. у насељу је живело 226 становника. Насеље се налази на надморској висини од 240 м.